# Dariusz Bugajewski
Dariusz Maciej Bugajewski – polski matematyk, profesor nauk matematycznych. Specjalizuje się w analizie nieliniowej, równaniach różniczkowych i całkowych oraz analizie formalnej. Pracuje obecnie na Wydziale Matematyki i Informatyki Uniwersytetu im. Adama Mickiewicza w Poznaniu.

## Życiorys
Studia z matematyki ukończył w 1989 (pracę magisterską pt. O pewnych uogólnieniach twierdzenia Schaudera o punkcie stałym przygotował pod kierunkiem prof. Stanisława Szufli) na poznańskim UAM, na którym został też zatrudniony w tym samym roku. Stopień naukowy doktora uzyskał w 1993 na podstawie pracy pt. O strukturze zbiorów rozwiązań nieliniowych równań całkowych Volterry, przygotowanej także pod kierunkiem prof. S. Szufli. Habilitował się w 2005 na podstawie dorobku naukowego i rozprawy pt. Problemy istnienia i jednoznaczności rozwiązań dla nieliniowych równań różniczkowo-funkcyjnych oraz całkowych. 25 lutego 2019 Prezydent RP nadał mu tytuł profesora nauk matematycznych. 
Pracuje jako profesor w Zakładzie Analizy Nieliniowej i Topologii Stosowanej WMiI UAM (jest też kierownikiem tego zakładu). W latach 2007–2009 wykładał jako profesor na amerykańskim Morgan State University w Baltimore. Do chwili obecnej wypromował czterech doktorów. 
W latach 2014–2019 pełnił funkcję Prezesa Oddziału Poznańskiego Polskiego Towarzystwa Matematycznego. Jest członkiem rady naukowej Centrum Badań Nieliniowych im. Juliusza Pawła Schaudera UMK w Toruniu oraz pełni funkcję redaktora naczelnego wydawanej przez Centrum serii Lecture Notes in Nonlinear Analysis). Ponadto jako redaktor pomocniczy pracuje dla Demonstratio Mathematica oraz African Diaspora Journal of Mathematics. 
Artykuły publikował w takich czasopismach jak m.in.: Annali di Matematica Pura ed Applicata, Annales Academiae Scientiarum Fennicae Mathematica, Archiv der Mathematik, Integral Equations and Operator Theory, Journal of Mathematical Analysis and Applications, Nonlinear Analysis. Theory, Methods and Applications oraz Proceedings of the American Mathematical Society.